# Újra együtt
Az Újra együtt (Connect! Connect!) a Született feleségek (Desperate Housewives) című amerikai filmsorozat kilencvenkilencedik epizódja. Az Amerikai Egyesült Államokban először az ABC (American Broadcasting Company) adó vetítette 2009. január 11-én.

## Az epizód cselekménye
Amikor Edie kidobja Dave-et, Mike felajánlja neki, hogy átmenetileg költözzön hozzá. Susan eközben bejelenti a lányoknak, hogy másik városba költözik Jackson-nal. Carlos üzleti útra megy, amit a lányai nehezen viselnek el, ezért Gaby-val gonoszkodnak. Lynette rájön, hogy az anyja rejtegeti Porter-t, s cselhez folyamodik, hogy a fiú végre hazatérjen. Alex nem nézi jó szemmel, ahogy Bree Orson-nal viselkedik, s ennek hangot is ad. Mike és Katherine kapcsolata pedig egyre szorosabbá válik...

## Mellékszereplők
- Polly Bergen - Stella Wingfield

## Mary Alice epizódzáró monológja
- A narrátor, Mary Alice monológja az epizód végén így hangzik (a magyar változat alapján):

"Aznap délután 5 óra 15 perckor Edie Williams elkezdte hívogatni a barátnőit, hogy tudtukra adja, hogy a férje visszatért hozzá. Nagy bánatára nem érte el egyiküket sem. Gabrielle nem fogadta a hívást: nem ért rá, mert azt figyelte, hogy mondják meg a lányainak, hogy fogadjanak szót az anyjuknak. És közben próbált nem vigyorogni. Lynette otthon sem volt, amikor Edie hívta: az anyja szobájában ült, nevetgélve és a régi szép napokat idézgetve. És minden percet élvezve. Bree is házon kívül volt: jövendőbeli vejének mutatott színmintákat az új otthonhoz, amit ő vett nekik. És udvariasan mosolygott, ha nem értettek egyet vele. És Susan... Nos, ő sem vette fel, mert a kedvenc karosszékében ücsörgött egy bögre teával, és tanulgatta életében először élvezni azt, hogy milyen egyedül lenni."

## Érdekesség
- Habár ez a rész nem nyitóepizódja az évadnak (az ötödik évad tizenkettedik része), Magyarországon egy több hónapos szünet után 2009. szeptember 25-én a TV2 ezzel folytatta a sorozat vetítését, míg a megelőző hetekben a szezon már korábban sugárzott epizódjait ismételték a hatodik résztől a tizedikig.

## Epizódcímek más nyelveken
- Angol: Connect! Connect! (Kapcsolj! Kapcsolj!)
- Francia: Meilleurs ennemis (Legjobb ellenségek)
- Olasz: Connessioni (Kapcsolatok)